# Oberonia reversidens
Oberonia reversidens är en orkidéart som beskrevs av Johannes Jacobus Smith. Oberonia reversidens ingår i släktet Oberonia och familjen orkidéer. Inga underarter finns listade i Catalogue of Life.